# Вербицький Лазар Якович
Лазар Якович Вербицький (* 28 травня 1905 — † 3 липня 1941) — радянський український художник-графік.

## Життєпис
Народився 28 липня 1905 року в Кривий Ріг Катеринославської губернії.
У 1929 році закінчив Харківський державний художній інститут — вчителями були С. М. Прохоров і М. С. Федоров.
У 1930–1934 роках керував художнім відділом центральної газети «Вести» в Харківi.
У 1934 року за службі перевели в Київ, і сім'я переїхала до столиці України, де до початку війни співпрацював з видавництвами «Держлітвидав», «Мистецтво», «Молодий більшовик». Співпрацював з Володимиром Сосюрою, Олександром Довженком, Максимом Рильським, І. Д. Шевченко.

## Сім'я
У 1930 році народився син, майбутній радянський український композитор Леонід Вербицький. Другий син Віталій народився в 1940 році. Дружина, Вербицька Олена Юріївна. Під час війни була евакуйована з двома дітьми в Чкалов (Оренбург).
З перших днів війни пішов добровольцем на фронт. Воював в 226-ї стрілецької дивізії, мав військове звання технік-інтендант 2 рангу.
У 1942 році загинув в бою на фронті під час Другої Світової війни.
Похований у братській могилі в c. Коротояк, Острозький район, Воронезька область.

## Пам'ять
В 1965 році в Київі на будинку № 6 пл. Калініна, нині Майдан Незалежності, було встановлено меморіальну дошку.
```
  
Художники, які загинули в боротьбі
 

проти німецько-фашистських загарбників

       
у 1941-1945 роках

    
Вербицький Лазар Якович

    
Горілий Павло Петрович

    
Донченко Євген Семенович

    
Іванов Борис Миколайович

    
Кияшко Євген Іванович

    
Нерубенко Володимир Федорович

    
Пивоваров Григорій Леонідович

    
Приходько Яків Степанович

 
Брати по мистецтву, ви завжди з нами.
```

Ще одна меморіальна дошка встановлена в вестибюлі київського Будинку художника.